# Mesp1
Mesp1またはMesP1（mesoderm posterior 1）は塩基性ヘリックス・ループ・ヘリックス構造（basic helix loop helix motif: bHLH）をもつ転写因子である。Mesp1は原腸陥入期に発現し上皮間葉移行や中胚葉の形成、さらには心血管系細胞のごく初期のマーカーとなる。

## 機能
Mesp1は発生の初期で原腸陥入に中胚葉になる予定の細胞に発現し上皮間葉移行（EMT）を起こす。具体的にはMesp1はSnai1を誘導しこれが細胞の形態を変化させることになるとされる。心臓を構成する全ての細胞は発生のどの段階かで必ずMesp1を発現することが知られており、Mesp1とその類似タンパク質であるMesp2に変異がある細胞は心臓を構成する細胞になれないことが知られている。特にMesp1はWntシグナルを抑えているDkk-1の発現を直接誘導することで心臓の細胞への誘導に役立っている。